# Galdr

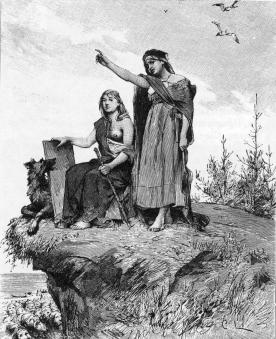
De völvas waren priesteressen die galdrs konden uitbrengen.

Galdr (mv. galdrar,Oudhoogduits galstar, Oudnoords galdr, Oudengels gealdor) was in de voorchristelijke oernoordse cultuur van Kelten en Germanen tot in de Middeleeuwen de term voor bezwerende tovergezangen. Zij gingen meestal gepaard met bepaalde rituelen.
Galdr werd zowel door vrouwen als mannen toegepast en ze zongen het in falsetto (gala).
- Algemeen Germaans galdra: toverlied, gezang. Met tover bezweren, belezen, luidt in het Oudhoogduits bigalan. (Engels beguile: bedotten, verlokken).

## Etymologie
Het Oudnoords galdr is afgeleid van een woord ter aanduiding van het reciteren van hymnen, gala (Oudhoogduits en Oudengels: galan) met een Indo-Europees -tro suffix. In het Oudhoogduits kwam van het suffix -stro galster in de plaats.
Oudengelse vormen waren gealdor, galdor, ȝaldre "ban, betovering, hekserij", en het werkwoord galan betekende "zingen, reciteren". Het zit vervat in nightingale (van næcti-galæ, nachtegaal), houdt verband met giellan, Nederlands gillen, voorouderlijk woord voor hedendaags Engels yell;  cf. ook het IJslands werkwoord að gala "zingen, roepen, gillen".
Duitse vormen waren Oudhoogduits galstar en Middelhoogduits galster "zang, betovering" voortbestaand in (verdwenen of dialect) hedendaags Duits Galsterei (hekserij) en Galsterweib (heks).

## Galdr in de praktijk
De hymnen waren in een geëigend metrum opgesteld, galdralag genaamd. Het leek sterk op het (zeslijnig) ljóðaháttr maar voegde er een zevende versregel aan toe. Een ander kenmerk is een volgehouden parallellisme, zoals een stanza uit Skirnismál aantoont.
Typisch aan de Oudengelse en Oudduitse toverspreuken is het bezingen of bezweren, galstern, in verband met ziekten. De letterlijk overgeleverde vorm vertoont het Germaanse stafrijm, en toont betrokkenheid op de Oudnoordse en Germaanse mythologie. Voorbeelden hiervan vindt men terug in het tweede van de Merseburger toverspreuken en in de Oudengelse Negenkruidenspreuk, waarin Odin als genezer ook als tovenaar naar voor komt. In de Liederedda wordt hij in de  Vegtamskviða (Baldrs draumar) zelfs als galdrs fǫður, Vader des Galdrs genoemd.
Typisch galdr gebruik ten behoeve van vrouwen was die welke het baren vergemakkelijkte, maar er waren ook recitaties die iemand naar de geest konden grijpen. Het volkomen beheersen van de techniek liet naar men zei ook toe om storm te laten opsteken of te gaan liggen, en schepen van op afstand te doen zinken, zwaarden bot te maken, wapens slap, en om over winst of verlies te beslissen in de strijd. Voorbeelden hiervan zijn te vinden in Grógaldr en in Frithiof's Saga. In Grógaldr, reciteert Gróa negen (significant getal in de Noordse kosmogonie) galdrs om haar zoon te helpen, en in Buslubœn, worden de plannen van koning Ring van Östergötland afgewenteld.
De toepassing van galdr wordt eveneens gemeld in verschillende hymnen van de Poëtische Edda, bijvoorbeerd in Hávamál, waar Odin beweert 18 galdrs te kennen. bijvoorbeeld tegen vuur, scherp van het zwaard, pijlen, kluisters en stormen, en hij kon ook de doden oproepen en met hen spreken. Andere verwijzingen vindt men in Skírnismál, waar Skirnir galdrs aanwendt om Gerðr te dwingen met Freyr te trouwen zoals in de volgende stanza:
| 34. Heyri jötnar, heyri hrímþursar, synir Suttungs, sjalfir ásliðar, hvé ek fyrbýð, hvé ek fyrirbanna manna glaum mani, manna nyt mani. | 34. "Hoort, Jotun, hoort, vorstreuzen. zonen van Suttung, en godenleiders ook, hoe ik verbied hoe ik ban de ontmoeting van mannen met de maagd, (de mannenvreugd met de maagd.) |  |